# Duché de Sabbioneta
 (mai 2019).
Si vous disposez d'ouvrages ou d'articles de référence ou si vous connaissez des sites web de qualité traitant du thème abordé ici, merci de compléter l'article en donnant les références utiles à sa vérifiabilité et en les liant à la section « Notes et références ».
Le duché de Sabbioneta (en italien, ducato di Sabbioneta) est un fief impérial italien, limité à la commune de Sabbioneta et créé par Rodolphe II en 1577, avec Vespasien Gonzague comme premier duc.